# Marcel Lobelle

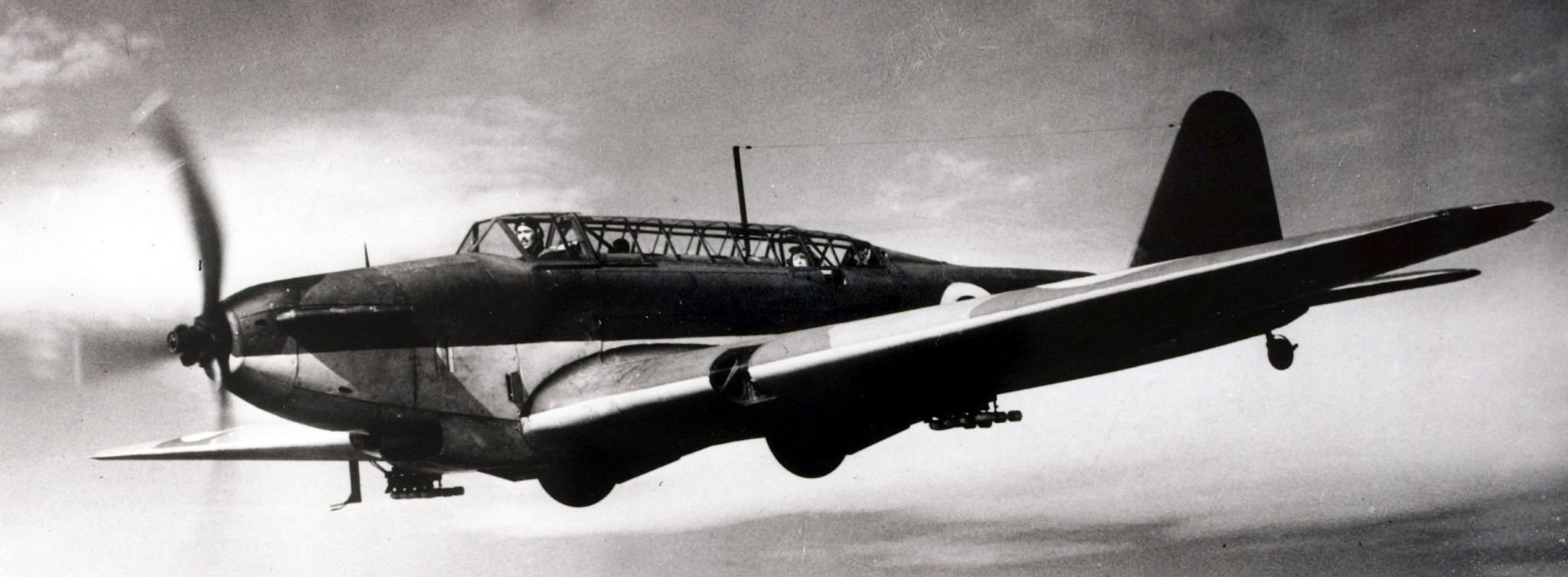
De Fairey Battle, een ontwerp van Marcel Lobelle

Marcel Jules Odilon Lobelle (circa 1893 - Slough, 30 augustus 1967) was een Belgisch luchtvaartingenieur en vliegtuigontwerper. Hij vocht in het Belgisch leger in de Eerste Wereldoorlog en werd zwaar gewond tijdens de slag om de IJzer in oktober 1914. In 1917 verliet hij het leger. Omdat hij niet naar zijn familie kon terugkeren die in bezet gebied verbleef, ging hij naar Engeland. Hij werkte er eerst bij W. G. Tarrant Ltd., die aan het eind van de oorlog de Tarrant Tabor bouwde, op dat moment het grootste vliegtuig ter wereld, dat echter verongelukte bij zijn eerste vlucht in 1919, en nadien bij Martinsyde.
In 1925 werd hij hoofd van de ontwerpafdeling van de Fairey Aviation Co.. Hij was daar onder meer verantwoordelijk voor het ontwerp van de Fairey Fox, Firefly, Swordfish, Seafox, Battle, Fulmer en Albacore.
In 1940 verliet hij Fairey. Samen met Eric Mobbs nam hij de R. Malcolm Company over, die financiële problemen kende. Eric Mobbs bracht de nodige financiële inbreng en werd directeur van het bedrijf, dat nadien M.L. Aviation werd (met de L van Lobelle en de M van Mobbs). M.L. Aviation ontwierp en bouwde allerlei onderdelen en systemen voor de vliegtuigindustrie. Lobelle ontwierp er onder meer in 1952 de U120D, een onbemand vliegtuigje dat als doelwit voor schietoefeningen bedoeld was en rond 1961 een vlieghelm met ingebouwd zuurstofmasker.
Lobelle overleed op 74-jarige leeftijd in 1967 in het Wexham Park Hospital in Slough.